# Pelvoux

Pelvoux este o comună în departamentul Hautes-Alpes, Franța. În 1 ianuarie 2018 avea o populație de 430 de locuitori.